# Ельза фон Фрайтаґ-Лорінгофен

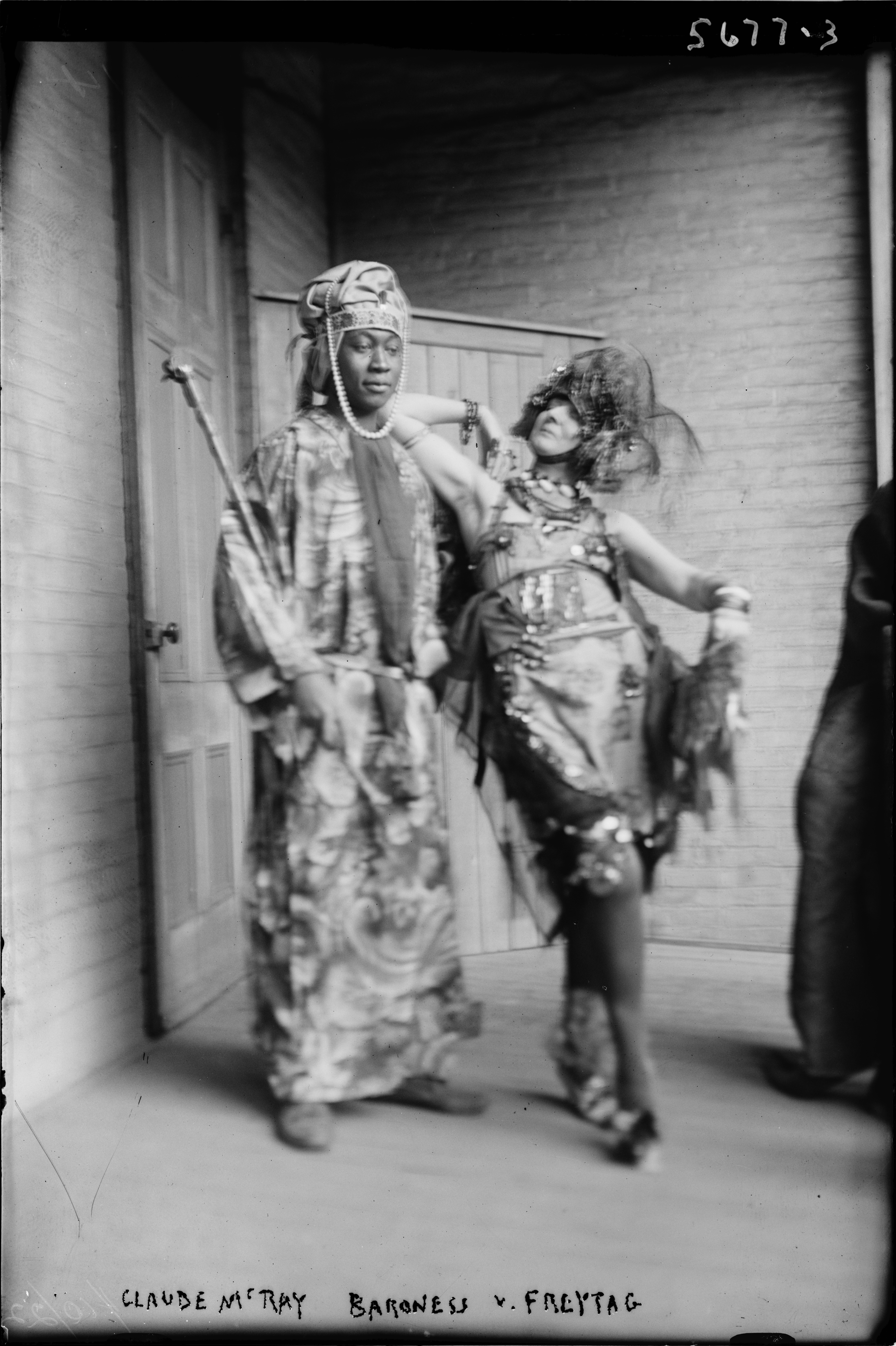

Ельза Гільдегард Плец, у шлюбі фон Фрейтаґ-Лорінгофен (нім. Elsa von Freytag-Loringhoven; 12 липня 1874, Свіноуйсьце, Померанія, Німецька імперія — 15 грудня 1927, Париж) — німецька художниця, скульпторка, перформерка, поетеса, письменниця, учасниця мистецької течії дадаїстів.

## Життєпис
Ельза фон Фрейтаґ-Лорінгофен прославилася своєю ексцентричністю. Оскільки її особистість і мистецтво часто служили причиною скандалів, кар'єра художниці була нерівною, найчастіше вона жила в бідності. В різні роки вона була натурницею, художницею, скульпторкою, перформансисткою, ассамбляжеркою, поетесою, письменницею та музою-натхненницею для чоловіків-художників. 
Художниця вивчала живопис у Дахау поблизу Мюнхена. У 1901 році переїхала до Берліна (де вперше одружилася).
У 1902 році мала стосунки з другом чоловіка, поетом та перекладачем Фелікстом Паулем Греве. У 1903 році вони втрьох жили в Палермо, потім — у Швейцарії та Парижі. 
У 1910 році Ельза переїхала з Греве до США; тут вони проживали на невеликій фермі в Кентуккі. Пізніше Греве перебрався у Північну Дакоту, а 1912 року приїхав до Манітоби, у Канаді. Працювала натурницею в Цинциннаті, потім у Західній Вірджинії та Філадельфії.
У листопаді 1913 року вона одружилася з бароном Фрайтаґ-Лорінгофеном у Нью-Йорку, отримавши згодом визнання як Дада-Баронеса Ельза фон Фрайтаґ-Лорінгофен. У Нью-Йорку знову працювала моделлю (зокрема у Марселя Дюшана), працювала в Гринвіч-Вілледжі також як самостійна художниця (портрет Марселя Дюшана в стилі Ready-made, 1915) і скульпторка (статуя Бог (God). За роки життя в Нью-Йорку (1913—1923) мисткиня завоювала популярність у США і стала дадаїстською іконою в Америці. Покровителькою Ельзи фон Фрайтаґ-Лорінгофен була відома меценатка Пеґґі Ґуґґенгайм. 
У 1923 році художниця переїхала до Берліна, а звідти — за фінансової допомоги американських друзів — до Парижа. Перебуваючи в 1920-ті в Парижі, художниця належала до культурного кола американських діячів мистецтв і літератури, які там проживали, на Лівому березі. Тут вона товаришувала з Джуною Барнс.
Померла від отруєння чадним газом (чи була її смерть нещасним випадком — прояснити так і не вдалося). Похована на цвинтарі Пер-Лашез.
Була одружена: 
- з архітектором-модерністом Августом Енделем (1901);
- з перекладачем Феліксом Паулем Греве (1910, з ним поїхала до США)
- (1913) — з німецьким офіцером Леопольдом Карлом Фрідріхом, бароном Фрайтаґ-Лорінгофеном (1885—1919).

## Виставки
- Дада-Баронеса Ельза фон Фрейтаг-Лорінгофен (Die Dada-Baroness Elsa von Freytag-Loringhoven). Будинок літератури, Берлін (Literaturhaus Berlin), з 23 березня по 8 травня 2005 року.
- 2010: Wrong; Мистецтво в Тунелі (Kunst im Tunnel), Дюссельдорф.